# Каплин (хутор)
Каплин — хутор в Кантемировском районе Воронежской области России.
Входит в состав Титаревского сельского поселения.

## Население
| 2010 |
| ---- |
| 1    |

## Уличная сеть
- ул. Лесная.